# Giuseppe Iachini
Giuseppe Iachini (né le 7 mai 1964 à Ascoli Piceno) est un ancien milieu de terrain italien, devenu entraîneur de football.

## Biographie

### Entraîneur
Le 6 novembre 2018, il remplace Aurelio Andreazzoli à la tête d'Empoli. Il est remercié le 13 mars 2019.

## Palmarès

### En tant que joueur
- Serie B :
  - Champion : 1986 et 1994.
- Coupe Mitropa :
  - Vainqueur : 1987.

### En tant qu'entraîneur
- Serie B :
  - Champion : 2008 et 2014.

### Distinctions individuelles
- Panchina d'oro de Serie B en 2008.